# Конфедеративное правительство Кентукки

Печать конфедеративного правительства Кентукки. Девиз переводится с Латинского языка как «к гласу народа».

Конфедеративное Правительство Кентукки (англ. Confederate government of Kentucky) — альтернативное правительство штата Кентукки, созданное сторонниками Конфедеративных Штатов Америки во время Гражданской войны. Правительство существовало параллельно с избранным про-федеральным правительством штата. Тем не менее, это правительство было признано Конфедерацией и 10 декабря 1861 года принято в состав Конфедерации. Кентукки стало представлено на флаге Конфедерации его центральной звездой. 
Столицей конфедеративного Кентукки был объявлен Боулинг-Грин. Из-за военной ситуации в штате временное правительство перемещалось вместе с армией Теннесси большую часть своего существования. На короткое время осенью 1862 года армия конфедератов контролировала Франкфорт: единственный раз, когда столица штата Союза была взята конфедератами. В это время генерал Брэкстон Брэгг пытался установить Временное правительство в качестве постоянного органа. Однако федеральный генерал Дон Карлос Бьюэлл сорвал церемонию инаугурации и окончательно изгнал Временное правительство из штата. С этого момента правительство существовало в основном на бумаге и было распущено в конце войны.

## Предыстория
Гражданская война породила раскол в обществе штата Кентукки. Штат имел хорошие экономические связи с городами на реке Огайо (вроде Питтсбурга и Цинцинати), и в то же время имел много общего в культуре и экономике с южными штатами. Традиции юнионизма развивались всю историю штата, особенно в восточной его части. Будучи связан и с Севером и с Югом, Кентукки мало что выигрывал от войны, и очень много мог потерять. Более того, даже многие рабовладельцы полагали, что в составе Союза у них больше шансов на сохранение института рабства.
Президентские выборы 1860 года показали этот раскол: Джон Белл получил 45 % голосов, Джон Брекинридж 36 %, Стивен Дуглас 18 %, а Авраам Линкольн — менее 1 %. Историк Алан Невинс писал, что выборы показали как недовольство кентуккийцев сецессией, так и неприятие ими давления на сепаратистов. Он полагал, что большинство сторонников коалиции Белла и Дугласа демонстрирует сильные позиции юнионистов, которые противостояли радикалам с обеих сторон.

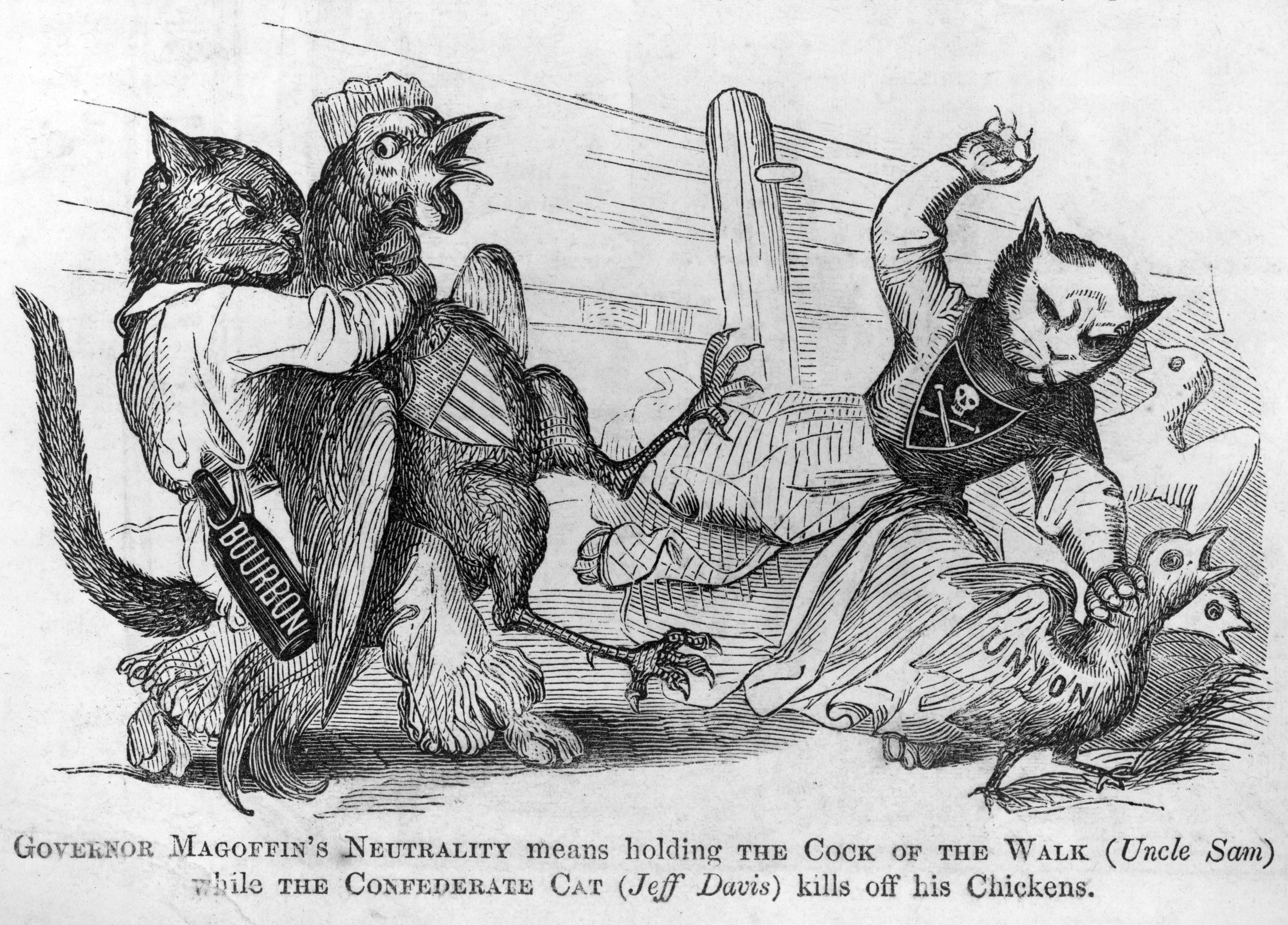
Карикатура 1861 года на политику Магофина: «Нейтралитет Магофина означает сдерживание петуха, пока кот убивает цыплят».

Большинство кентуккийцев полагало, что штат должен быть посредником между Севером и Югом. 9 декабря 1860 года губернатор Кентукки, Берия Магоффин, отправил письмо губернаторам рабовладельческих штатов, предлагая им прийти к соглашению с Севером, которое должно было включать в себя ряд пунктов: требование выполнения Закона о беглых рабах, разделение территорий по 37-й параллели и гарантии свободного использования реки Миссисипи. Он предлагал созвать конференцию рабовладельческих штатов, а затем и конференцию всех штатов, которая должна была гарантировать выполнение соглашения. Однако, обострение конфликта не позволило созвать такую конференцию.
27 декабря 1860 года Магоффин созвал особую сессию генеральной ассамблеи штата, где попросил депутатов законодательного собрания провести собрание для выработки курса правительства на фоне происходящего конфликта. 25 января 1861 года газета Louisville Morning Courier так сформулировала позицию сецессионистов в легислатуре: «Уже слишком много времени потеряно. Исторический момент уже ушёл и больше не вернётся. Время действовать для нас и Кентукки СЕЙЧАС ИЛИ НИКОГДА». Юнионисты, с другой стороны, не хотели передавать судьбу штата на решение конвенции, опасаясь, что та «поддавшись эмоциям, пойдёт на крайности сецессии». В итоге юнионисты проголосовали против конвенции. И всё же Ассамблея отправила 6 делегатов на мирную конференцию в Вашингтон (4 февраля), и попросила Конгресс созвать национальную конвенцию для поиска выхода из кризиса — одним из таких выходов виделся «Компромисс Криттендена», предложенный кентуккийцем Джоном Криттенденом.